# Donji Mosti
Donji Mosti is een plaats in de gemeente Kapela in de Kroatische provincie Bjelovar-Bilogora. De plaats telt 241 inwoners (2001).